# بافوس

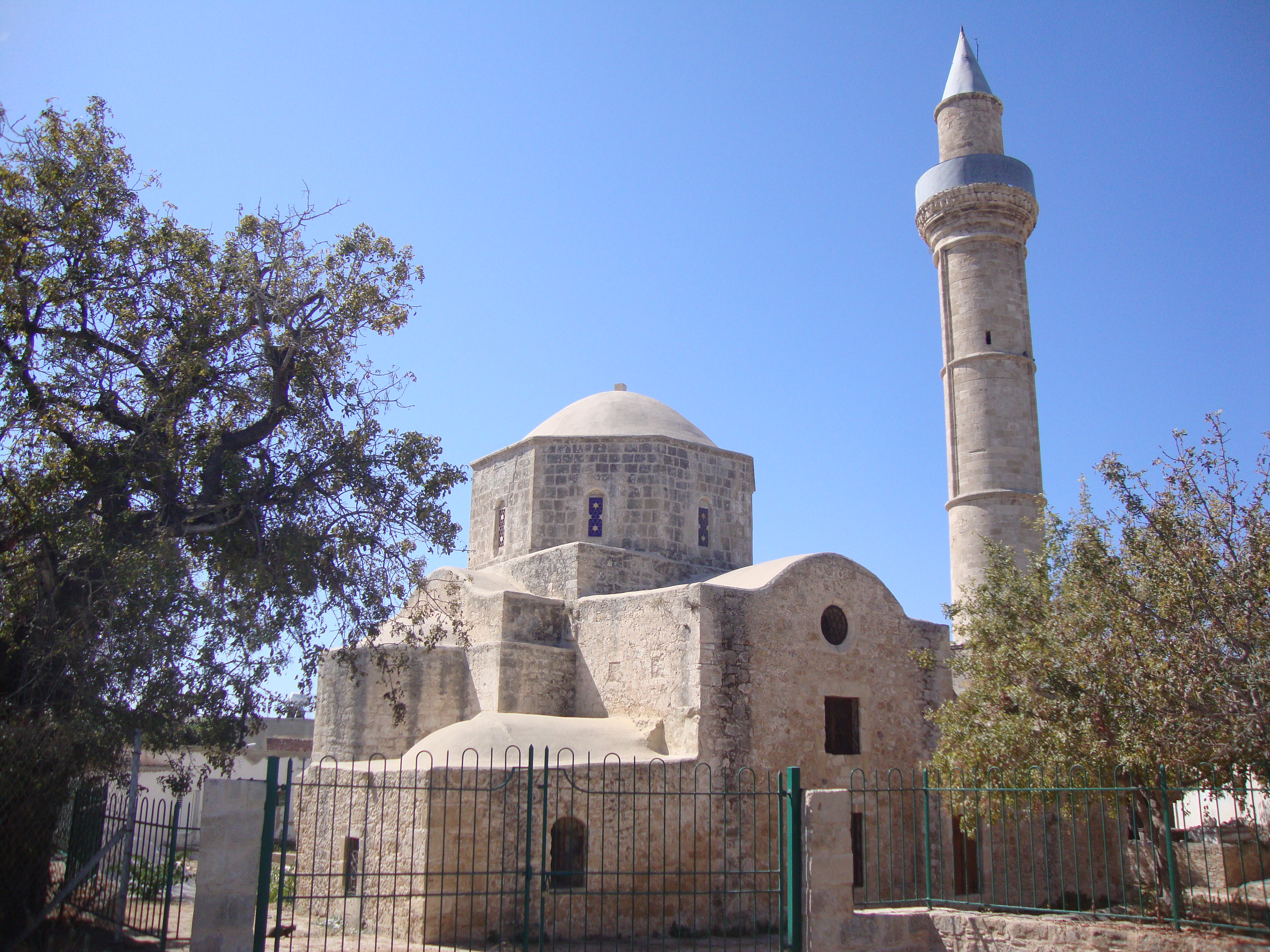
مسجد عثماني في بافوس

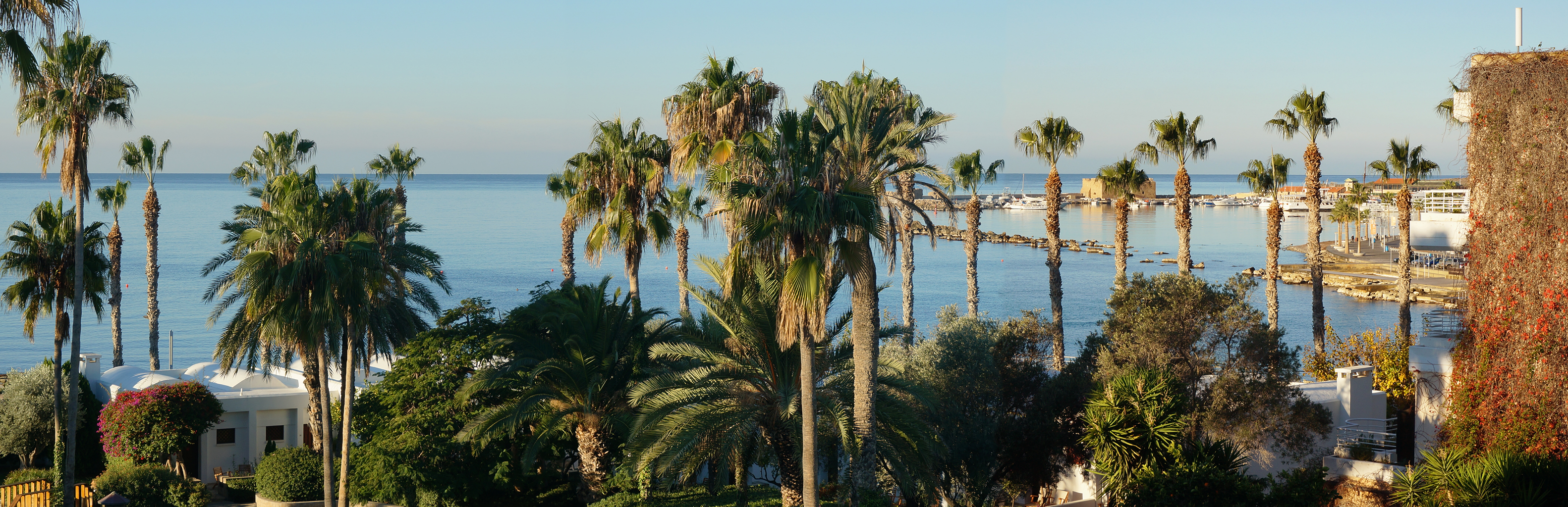
جانب من ميناء بافوس

بافوس : هي أصغر مدينة في قبرص عدد سكانها 36,589 مواطن قبرصي تتميز بمحميتها الطبيعية نايو خوريو واينيا وألاندوليكو أي 28 بالمئة من مساحة بافوس محمية بيئية و 71 بالمئة من أرض بافوس غير مهيىء للفلاحة بالرغم من أن 100 بالمئة من تراب بافوس صالح للزراعة لكن المحافظة على الوسط الغابي في بافوس أولوية من الجهات الرسمية .

## المناخ
يظهر الجدول التالي التغييرات المناخية على مدار السنة لبافوس:
| البيانات المناخية لـبافوس               | البيانات المناخية لـبافوس | البيانات المناخية لـبافوس | البيانات المناخية لـبافوس | البيانات المناخية لـبافوس | البيانات المناخية لـبافوس | البيانات المناخية لـبافوس | البيانات المناخية لـبافوس | البيانات المناخية لـبافوس | البيانات المناخية لـبافوس | البيانات المناخية لـبافوس | البيانات المناخية لـبافوس | البيانات المناخية لـبافوس | البيانات المناخية لـبافوس |
| الشهر                                   | يناير                     | فبراير                    | مارس                      | أبريل                     | مايو                      | يونيو                     | يوليو                     | أغسطس                     | سبتمبر                    | أكتوبر                    | نوفمبر                    | ديسمبر                    | المعدل السنوي             |
| --------------------------------------- | ------------------------- | ------------------------- | ------------------------- | ------------------------- | ------------------------- | ------------------------- | ------------------------- | ------------------------- | ------------------------- | ------------------------- | ------------------------- | ------------------------- | ------------------------- |
| متوسط درجة الحرارة الكبرى °م (°ف)       | 17.0 (62.6)               | 16.9 (62.4)               | 18.5 (65.3)               | 21.3 (70.3)               | 24.4 (75.9)               | 27.7 (81.9)               | 29.9 (85.8)               | 30.4 (86.7)               | 28.8 (83.8)               | 26.6 (79.9)               | 22.4 (72.3)               | 18.6 (65.5)               | 23.6 (74.5)               |
| المتوسط اليومي °م (°ف)                  | 12.5 (54.5)               | 12.3 (54.1)               | 13.6 (56.5)               | 16.3 (61.3)               | 19.5 (67.1)               | 22.8 (73.0)               | 25.2 (77.4)               | 25.7 (78.3)               | 23.8 (74.8)               | 21.5 (70.7)               | 17.5 (63.5)               | 14.2 (57.6)               | 18.7 (65.7)               |
| متوسط درجة الحرارة الصغرى °م (°ف)       | 8.0 (46.4)                | 7.6 (45.7)                | 8.7 (47.7)                | 11.3 (52.3)               | 14.5 (58.1)               | 17.8 (64.0)               | 20.4 (68.7)               | 21.0 (69.8)               | 18.8 (65.8)               | 16.4 (61.5)               | 12.6 (54.7)               | 9.7 (49.5)                | 13.9 (57.0)               |
| الهطول مم (إنش)                         | 80.2 (3.16)               | 64.2 (2.53)               | 34.3 (1.35)               | 18.7 (0.74)               | 5.30 (0.21)               | 1.60 (0.06)               | 0.30 (0.01)               | 0.00 (0.00)               | 3.80 (0.15)               | 18.0 (0.71)               | 66.4 (2.61)               | 93.9 (3.70)               | 386.7 (15.22)             |
| متوسط أيام هطول الأمطار (≥ 1 mm)        | 9.9                       | 8.0                       | 5.5                       | 4.1                       | 1.3                       | 0.3                       | 0.1                       | 0.0                       | 0.6                       | 2.5                       | 5.8                       | 8.7                       | 46.6                      |
| ساعات سطوع الشمس الشهرية                | 195.3                     | 211.7                     | 244.9                     | 270.0                     | 344.1                     | 381.0                     | 390.6                     | 365.8                     | 315.0                     | 285.2                     | 225.0                     | 186.0                     | 3٬414٫6                   |
| المصدر: Meteorological Service (Cyprus) |                           |                           |                           |                           |                           |                           |                           |                           |                           |                           |                           |                           |                           |

## توأمة
لبافوس اتفاقيات توأمة مع كل من:
- كورفو
- باطوم (2016 - )[6]

## أعلام
- رؤوف دنكطاش
- جيانيس سامبسون
- كريستيان برنارد
- أنردياس ماكريس
- فلف الأول، دوق بافاريا